# Bruno César Pereira da Silva
Bruno César Pereira da Silva, mais conhecido como Bruno Silva  (Nova Lima, 3 de agosto de 1986), é um futebolista brasileiro que atua como volante. Atualmente joga no Rio Branco-ES.

## Carreira

### Início
Bruno começou jogar futebol no Villa Nova, passou pelo Social também de MG e, no dia 28 de dezembro de 2007 chegou ao Avaí Futebol Clube. Passou 1 ano e meio no time catarinense, até acertar sua transferência por empréstimo para o Bahia em 2009. Após boas atuações no clube baiano, Bruno acerta a continuação de seu empréstimo até o final de 2010. Mas no meio do ano Bruno teve problemas de relacionamento com o gestor de futebol do clube, Paulo Angioni, e retornou ao Avaí.
Na temporada de 2012, no jogo em que o Avaí venceu o Joinville por 1 a 0 na Ressacada pela penúltima rodada do returno do Estadual, Bruno atingiu uma marca importante pelo clube, foram 100 jogos com a camisa do Leão da Ilha.
Em 4 de dezembro de 2012, quando o Avaí estava com problemas financeiros, foi vendido por R$ 500,000 mil reais para a Ponte Preta, para a temporada 2013.
Foi emprestado ao Atlético Paranaense, em decorrer de 2013, após não ter espaço. Em dezembro de 2013, voltou a Macaca, após a chegada do novo treinador.
Foi novamente emprestado, desta vez, para a Chapecoense.

### Botafogo
No início de 2016, foi contratado pelo Botafogo para substituir Willian Arão, que tinha ido para o Flamengo. Bruno Silva foi criticado pela torcida por boa parte da temporada de 2016, o que chegou a incomodá-lo.
No final do mesmo ano, melhorou suas atuações. Na rodada final do Brasileirão, marcou um gol contra o Grêmio, o que levou o seu time à Copa Libertadores da América.
Em 2017, teve seu contrato renovado com o Botafogo até dezembro de 2018 e, após boas atuações, conseguiu conquistar a torcida do Botafogo.
Ele, nesta época, valorizado, chegou a ser anunciado como novo jogador do Cruzeiro, por seu presidente, Gilvan de Pinho Tavares, mas posteriormente o Cruzeiro recuou.
Após este fato, começou a cair de rendimento, alternando entre maus e bons rendimentos nos jogos pelo time.
Em 16 de novembro de 2017, em um jogo do Brasileirão contra o lanterna Atlético Goianiense, em uma falha de Bruno Silva, o Atlético Goianiense abriu o placar. No final, seu time perdeu por 2–1. Nesse jogo, foi vaiado por boa parte da partida e gesticulou para a torcida, dando a entender que sairia do clube. No dia seguinte, no seu Instagram, pediu desculpas. Antes deste jogo, o jogador já era bastante criticado por boa parte da torcida, acusado de fazer corpo mole. Por este jogo, o clube chegou a avaliar a situação do jogador no clube.

### Cruzeiro
Em 2 de janeiro de 2018, Bruno Silva foi anunciado pelo Cruzeiro, assinando por três temporadas.
Marcou seu primeiro gol pelo time celeste, na vitória sobre o Santos por 1-0 no Estádio do Pacaembu, pela 7ª rodada do Brasileirão 2018.

### Fluminense e Internacional
Em dezembro de 2018, Bruno Silva foi envolvido em uma troca que fez Jádson do Fluminense ir para o Cruzeiro enquanto Bruno foi para o Fluminense. Após apenas 23 partidas pelo Tricolor, foi anunciado pelo Internacional até o fim do ano.

### Rio Branco
Após ajudar o Remo na campanha do acesso para a Série B do Brasileirão, o atleta foi anunciado pelo Rio Branco-ES para disputa do Campeonato Capixaba na temporada 2025.

## Títulos
Avaí
- Campeão Catarinense: 2009, 2012 e 2021

Ponte Preta
- Campeonato Paulista do Interior: 2013

Cruzeiro
- Campeonato Mineiro: 2018
- Copa do Brasil: 2018

Rio Branco-ES
- Campeonato Capixaba: 2025[14]